# Giraf
 Denne artikel omhandler dyret giraf. Opslagsordet har også en anden betydning, se Giraffen..
Giraffen (latin: Giraffa camelopardalis) er verdens højeste landlevende dyr. En voksen han måler fra 4,7 til 5,3 m og vejer mellem 800 og 1.930 kg. Giraffer er drøvtyggere og lever på den nordafrikanske savanne. Giraffer danner løse grupper på op til 50 giraffer. Pga. deres lange hals kan giraffen bide løvet af de høje akacietræer, og den 45 cm lange sorte tunge når bladene, uden at giraffen bliver stukket af torne. Giraffens forben er længere end bagbenene. Det giver giraffen en udtalt pasgang. Dyret har mørke felter på en lys brun pels. Romerne troede, at giraffen var en blanding af leoparden og kamelen og kaldte den derfor camelopardalis. Denne betegnelse er senere indgået i dyrets videnskabelige navn. Navnet 'giraf' stammer fra arabisk.
I parringstiden forekommer der ofte kampe mellem hannerne. De slås ved at svinge deres lange halse mod hinanden og stange med hornene. Hunnerne går drægtige i 14 – 15 måneder. Når ungen fødes, er den ca. 2 m lang. Girafungen starter livet med et barsk fald, da hunnen føder stående. Efter nogle timer kan girafføllet stå. Den følger  moderen i ca. 18 måneder. Ungerne bliver kønsmodne, når de er omkring fire år. I naturen bliver giraffer omkring 25 år gamle. Kun 25% – 50% af ungdyrene overlever.
Giraffen er det pattedyr, som har det højeste blodtryk af alle.
Tidligere troede man, at giraffen også havde et væsentligt større hjerte (vægtprocent i forhold til kroppen) end andre pattedyr på grund af dens lange hals og store krop. Ny forskning har vist, at dette ikke er tilfældet.
Der findes ni underarter:
- G.c. reticulata (Netgiraffer), der findes i det nordøstlige Kenya, Etiopien og Somalia.
- G.c. angolensis, der findes i Angola og Zambia.
- G.c. antiquorum, findes i det vestlige og sydvestlige Sudan.
- G.c. tippelskirchi, findes i det centrale og sydlige Kenya og i Tanzania.
- G.c. camelopardalis, der findes i det østlige Sudan og det nordøstlige Congo.
- G.c. rothschildi, findes i Uganda og det nordlige og centrale Kenya.
- G.c. giraffa, findes i Sydafrika, Namibia, Botswana, Zimbabwe og Mozambique.
- G.c. thornicrofti, findes i det østlige Zambia.
- G.c. peralta, findes i Tchad.

## Talemåde
Talemåden folk kommer for at se giraffen kommer fra 1943 da der sattes besøgsrekord i København Zoo med 28.000 gæster, de kom for at se noget som aldrig var set før: to nyfødte girafkalve i samme zoologiske have. Udtrykket "Vi vil se giraffen" bliver stadig brugt om noget seværdigt f.eks. når en kendt person er hovedattraktionen i et arrangement.

## Giraf i Firenze
I 1400-tallets Firenze fik bykongen Lorenzo de' Medici foræret noget så eksotisk som en giraf af den egyptiske sultan Kait-Bay (de) (eller Qayit-Bey), der håbede at gøre forretning med de rige, italienske købmænd. Giraffen overlevede dog ikke længe, og der skulle gå flere hundrede år, før der igen kom giraffer til Europa.